# Otakar Jaroš
Kapitán in memoriam Otakar Jaroš (1. srpna 1912 Louny – 8. března 1943 Sokolovo) byl československý důstojník, účastník zahraničního odboje, který padl v bitvě u Sokolova. Jako první cizinec ve druhé světové válce byl vyznamenán titulem hrdiny Sovětského svazu. V mnoha českých městech jsou po něm dodnes pojmenovány ulice (seznam viz níže).

## Životopis
Narodil se v Lounech v rodině strojvůdce rakousko-uherských státních drah Františka Jaroše a jeho manželky Anny, za svobodna Konopáskové. Celé dětství ale prožil v Mělníku, kam se rodina přestěhovala, když bylo Jarošovi 9 měsíců.
Jaroš v Mělníku navštěvoval reálné gymnázium. Studium ale nedokončil a přestoupil do Prahy na Vyšší elektrotechnickou školu, kterou úspěšně absolvoval v roce 1934. Následně prošel odvodem a k 1. říjnu 1934 nastoupil k telegrafnímu praporu 3 v Trnavě vojenskou prezenční službu. Absolvoval školu pro důstojníky v záloze, později pak nastoupil i studium na Vojenské akademii v Hranicích, ze které byl vyřazen 29. srpna 1937 v hodnosti poručíka telegrafního vojska.
Stal se důstojníkem z povolání. Postupně sloužil na pozicích velitele náhradní telegrafické roty, později se stal velitelem čety 4. roty u telegrafického praporu 4 v Prešově.
Otakar Jaroš byl velkým vlastencem a zastáncem masarykovských ideálů. Aktivně sportoval, chodil do Skautu i Sokola. Jeho strýcem byl František Konopásek, generál čs. armády popravený v březnu 1943 nacisty.

### Působení v Sovětském svazu
Po propuštění z armády kvůli obsazení zbytku Česko-Slovenska Jaroš krátce pracoval coby úředník na poště v Náchodě.
Odtud se až na třetí pokus dostal přes hranice do Polska, kde posléze vstoupil do čs. legionu, se kterým v rámci Východní skupiny československé armády v zahraničí přešel do sovětské internace. Zastával funkce velitele spojovací čety, velitele důstojnické školy i subalterního důstojníka školy. V lednu 1941 byl poslán do Moskvy jako radista, v dubnu téhož roku byl dokonce začleněn do zpravodajské skupiny určené k vysazení na Slovensku.
Po přepadení Sovětského svazu se nicméně vrátil k funkci radisty a pak i k ostatním Čechoslovákům internovaným v Orankách.
Při vzniku československé jednotky v Buzuluku byl jmenován velitelem výcvikové 1. roty. Od dubna do července 1942 pak předával své vojenské zkušenosti svým spolubojovníkům v rámci poddůstojnické školy. Na frontu odjel s 1. československým samostatným polním praporem v SSSR opět jako velitel 1. roty.
V březnu 1943 se stal velitelem obrany Sokolova. V boji dne 8. března v hodnosti nadporučíka padl.

## Vyznamenání

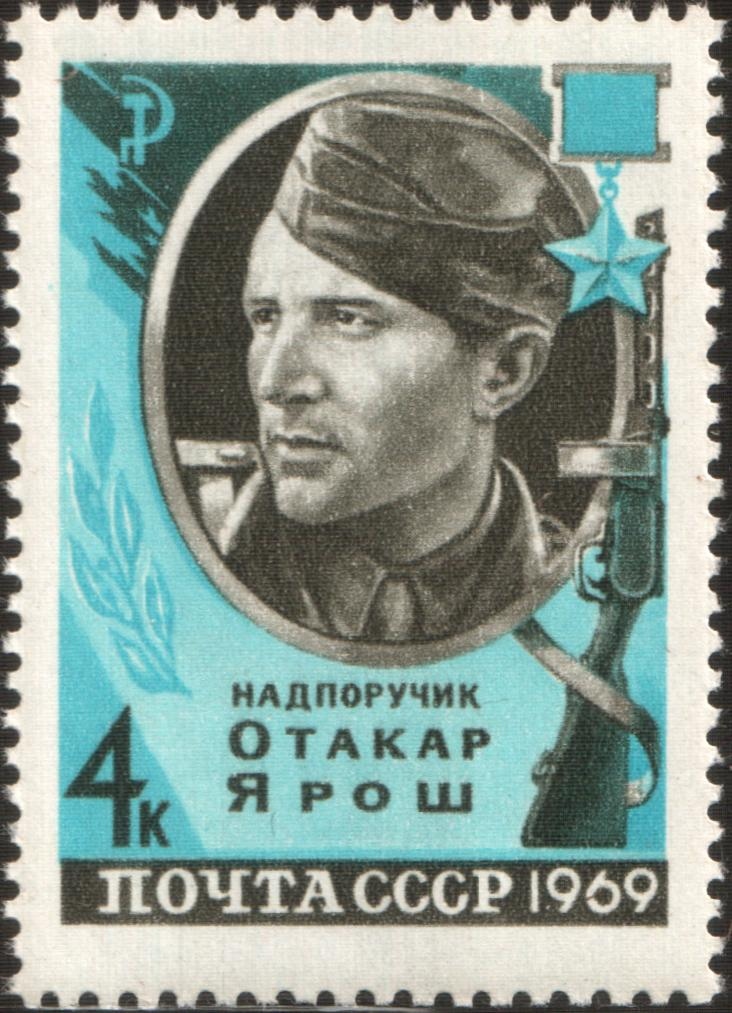
Jaroš na sovětské známce

- Československý válečný kříž 1939, udělen 13.3.1943 in memoriam
- Leninův řád, udělen 17.4.1943 in memoriam
- Hrdina Sovětského svazu, udělen 17.4.1943 in memoriam
- Československá medaile za zásluhy, I. stupeň, udělen 1944 in memoriam
- Sokolovská pamětní medaile,[8] udělena 8.3.1948 in memoriam
- Československý vojenský řád Bílého lva „Za vítězství“, hvězda I. stupně, udělen v roce 1948
- Kříž obrany státu ministra obrany České republiky, číslo matriky 25, udělen v roce 2008 in memoriam

Otakar Jaroš byl in memoriam vyznamenán jako první cizinec ve druhé světové válce i Zlatou hvězdou  hrdiny Sovětského svazu. Ta se udělovala společně se sovětským  Leninovým řádem, jehož se stal Jaroš také držitelem.

## Památka

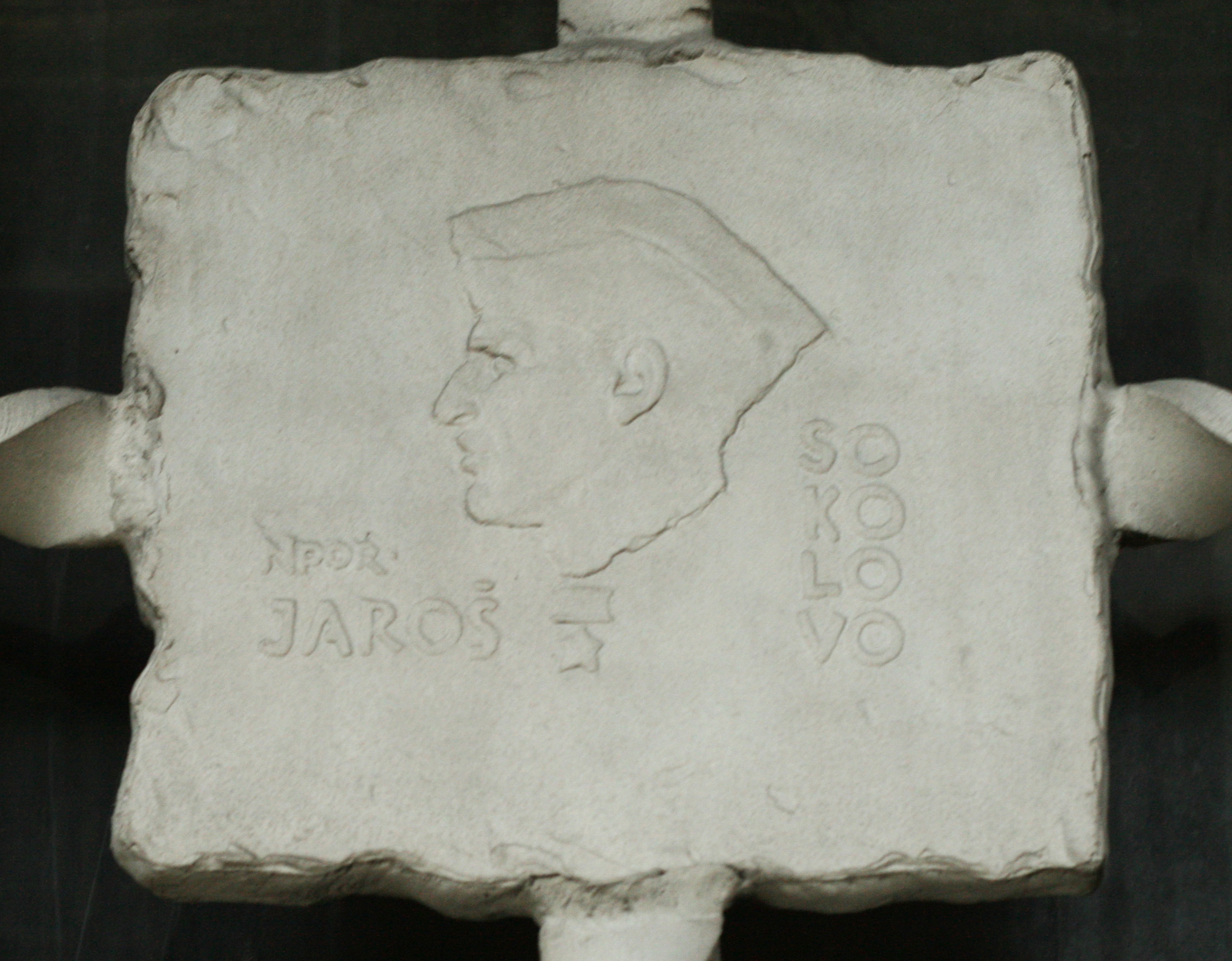
Plaketa v kolumbáriu ve Svidníku (Ján Kulich)

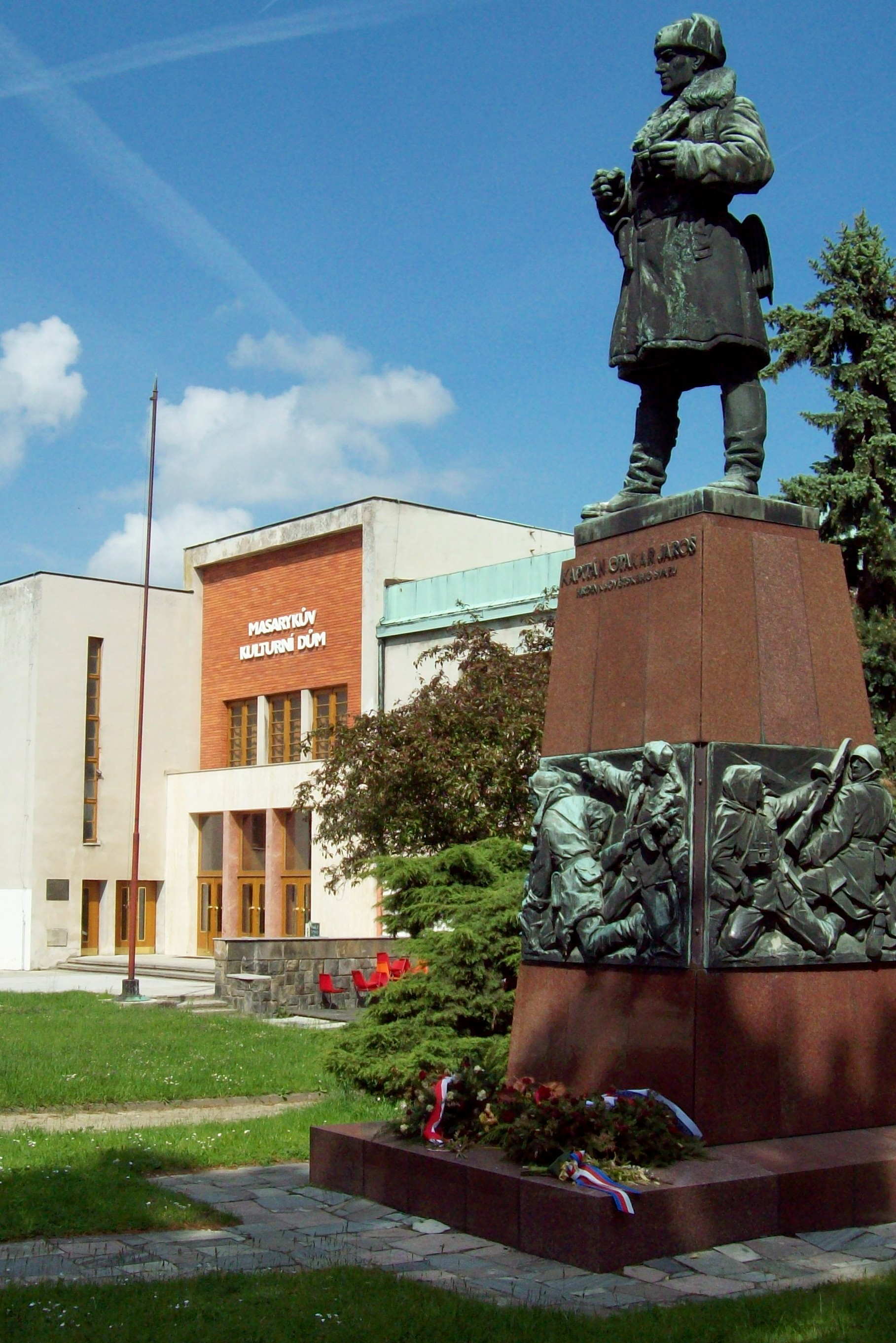
Socha kapitána Otakara Jaroše stojící před Masarykovým kulturním domem v Mělníku (Oskar Kozák, 1958)

Připomínky kpt. Jaroše (sochy, pamětní desky, ulice, aj.)
- Banská Bystrica - Rudlová (Slovensko) – ulice Kapitána Jaroša
- Bobov, Malá Skála – socha
- Boskovice – ulice Kpt. Jaroše
- Brno – třída Kpt. Jaroše (předtím třída Legionářů)
- Břeclav – ulice Kpt. Jaroše (okolo bývalých kasáren)
- Buzuluk – pamětní deska
- České Budějovice – ulice kpt. Jaroše
- Český Těšín – ulice kpt. Jaroše
- Dolný Kubín – ul. Kpt. Jaroša
- Fulnek – ulice Kpt. Jaroše
- Hranice - ulice Kpt. Jaroše
- Hustopeče - ulice Kpt. Jaroše
- Charkov (Ukrajina) – ulice Otakara Jaroše; pamětní deska
- Choceň - ulice kpt. Jaroše
- Chomutov – ulice kpt. Jaroše
- Jičín – nábř. Kpt. Jaroše
- Jihlava
  - ulice Kpt. Jaroše
  - zrušené kasárny Kpt. Jaroše (plocha mezi ul. Bří Čapků a Ke Skalce, dnes částečně zastavěno budovami VZP a KÚ kraje Vysočina
- Jirkov – ulice Kpt. Jaroše
- Kadaň – ulice kpt. Jaroše
- Karlovy Vary – ulice kpt. Jaroše
- Karviná – ulice Kpt. Jaroše
- Klášterec nad Ohří – ulice kpt. Jaroše
- Kolín – ulice kpt. Jaroše
- Klatovy – ulice kpt. Jaroše
- Kroměříž – ulice kpt. Jaroše
- Litoměřice – ulice Jarošova
- Litomyšl – ulice kpt. Jaroše
- Louny
  - Jarošova ulice
  - pamětní deska, Jarošova ulice čp. 931
  - základní škola kpt. Jaroše
- Lutila (Slovensko) – ulica kpt. Jaroša
- Mělník
  - pamětní deska, Nerudova ulice, čp. 465 (znovuodhalena 1. 8. 2012)
  - socha, U sadů (před kulturním domem), Oskar Kozák (1958)
  - pomník obětem války (sokolský), Tyršova 96
  - Folklorní soubor Jarošovci
- Mikulov – ulice Kpt. Jaroše
- Milevsko – ulice Kpt. Jaroše
- Moravský Beroun – ulice Kpt. Jaroše
- Most – ulice kpt. Jaroše
- Náchod – pamětní deska, Masarykovo náměstí, pošta
- Neratovice – ulice kpt. Jaroše
- Nový Bor – ulice kpt. Jaroše
- Nový Jičín - ulice kpt. Jaroše
- Olomouc – ulice kpt. Jaroše
- Orlová – ulice kpt. Jaroše
- Ostrava – ulice kpt. Jaroše
- Otrokovice – ulice kpt. Jaroše
- Pardubice – ulice Kpt. Jaroše
- Podbořany – ulice kpt. Jaroše
- Praha – Nábřeží Kapitána Jaroše
- Plzeň – ulice Kpt. Jaroše
- Proboštov – ulice Kpt. Jaroše
- Prostějov – ulice Kpt. O. Jaroše
- Příbor - ulice Kpt. Jaroše
- Roudnice nad Labem – ulice Kpt. Jaroše
- Rožmitál pod Třemšínem – ulice Kpt. Jaroše
- Sedlčany - ulice Kpt. Jaroše
- Sokolovo (Ukrajina) – válečný hrob padlým vojákům v bitvě o Sokolovo
- Svitavy - ulice Kpt. Jaroše
- Tábor – ulice Kpt. Jaroše; socha, bývalá kasárna Jana Žižky (odcizena)
- Teplice – ulice kpt. Jaroše
- Trutnov
  - ulice Kpt. Jaroše
  - Základní škola kpt. Jaroše
- Třebíč – ulice kpt. Jaroše
- Turnov
  - pamětní deska, Skálova ulice, čp. 1617
  - ulice kpt. Jaroše
- Ústí nad Labem
  - pomník/pamětní deska
  - ulice kpt. Jaroše
- Velká Bíteš – ulice Kpt. Jaroše
- Veltěže – ulice kpt. Jaroše
- Vysoké Mýto - ulice Kpt. Jaroše
- Vyškov – ulice kpt. Otakara Jaroše